# Kalimanići (Bośnia i Hercegowina)
Kalimanići (cyr. Калиманићи) – wieś w Bośni i Hercegowinie, w Republice Serbskiej, w gminie Srebrenica. W 2013 roku liczyła 366 mieszkańców.